# UFC Fight Night: Almeida vs. Lewis
UFC Fight Night: Almeida vs. Lewis (también conocido como UFC Fight Night 231 y UFC on ESPN+ 89) fue un evento de artes marciales mixtas producido por Ultimate Fighting Championship que tuvo lugar el 4 de noviembre de 2023 en el UFC Apex en el Ginásio do Ibirapuera en São Paulo, Brasil.

## Antecedentes
El evento marcó la novena visita de la promoción a São Paulo y la primera desde UFC Fight Night: Błachowicz vs. Jacaré en noviembre de 2019.
Se esperaba que el combate de peso pesado entre Curtis Blaydes y Jailton Almeida encabezara el evento. Sin embargo, Blaydes se retiró un mes antes del evento por razones desconocidas y fue sustituido por Derrick Lewis.
Se esperaba un combate de peso paja femenino entre Eduarda Moura y Kim So-yul para este evento. Sin embargo, Kim fue retirada del evento por razones no reveladas y sustituida por Montserrat Ruiz. En el pesaje, Moura pesó 119.5 libras, tres libras y media por encima del límite de peso paja. El combate se celebró en el peso acordado y se le impuso una multa del 30% de su bolsa, que fue a parar a manos de Ruiz.
Se esperaba un combate de peso medio entre Caio Borralho y Nursulton Ruziboev para este evento. Sin embargo, Ruziboev se retiró por motivos desconocidos y fue sustituido por Abusupiyan Magomedov.
Se esperaba un combate de peso gallo entre Daniel Santos y Daniel Marcos para este evento. Sin embargo, Santos se retiró por razones no reveladas y fue sustituido por Victor Hugo. Sin embargo, el combate se canceló después de que Hugo pesara 138.5 libras, dos libras y media por encima del límite de peso gallo.
Se esperaba un combate de peso pluma entre Lucas Alexander y David Onama para este evento. Sin embargo, el combate se canceló después de que Onama sufriera una lesión.
En el pesaje, Ismael Bonfim pesó 159.5 libras, tres libras y media por encima del límite de peso ligero. Como resultado, su combate programado con Vinc Pichel fue cancelado.
Se esperaba un combate de peso medio entre Rodolfo Vieira y Armen Petrosyan para este evento, pero se canceló después de que Petrosyan enfermara entre bastidores durante el evento.

## Premios de bonificación
Los siguientes luchadores recibieron bonificaciones de $50000 dólares.
- Pelea de la Noche: Nicolas Dalby vs. Gabriel Bonfim
- Actuación de la Noche: Elves Brener y Vitor Petrino